# 세포이

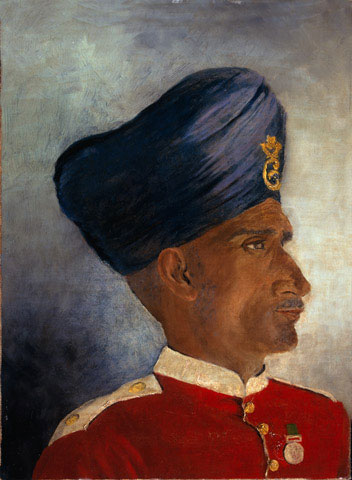
1900년 무렵의 세포이. 영국 육군의 붉은 유니폼을 입고 있는 모습

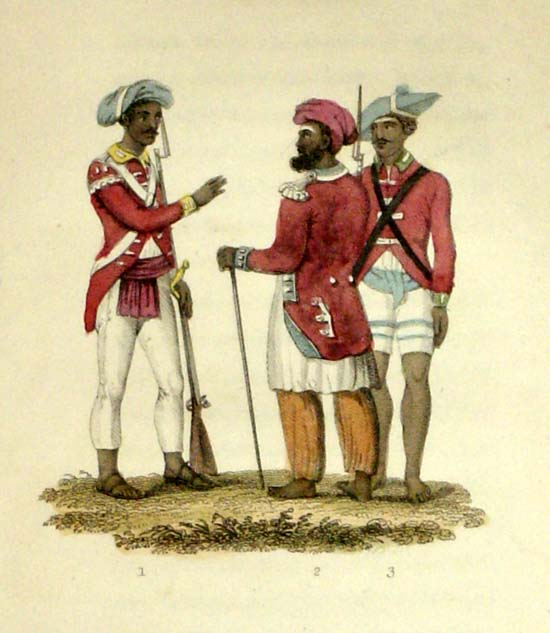
세포이들

세포이(sepoy)는 영국 지배 시기 인도에서 채용된 현지 용병을 부르는 명칭이었다. 영국 동인도 회사는 이슬람교도와 힌두교도 중에서 인도인 용병을 뽑아 배치했는데 이들을 세포이라고 불렀다. 오늘날에도 인도군, 네팔군, 파키스탄군, 방글라데시군에서는 사병을 세포이라고 부른다.

## 어원
세포이는 병사를 뜻하는 페르시아어 스파히(페르시아어: سپاهی sipâhi)에서 유래하였다. 스파히는 오스만 제국에서 중세 서양의 기사에 해당하는 기병을 뜻했지만, 무굴 제국에서는 육군 보병을 시파히라고 불렀다. 이후 영국은 동인도 회사를 기반으로 인도를 침략하여 식민지로 삼았고, 영국 인도군을 창설하여 현지 용병들을 채용하면서 이들을 세포이라고 부르게 되었다.

## 역사
영국 동인도 회사는 18세기부터 세포이를 고용하기 시작하였다. 이들 용병들은 처음엔 현지인 용병을 뜻하는 피언(peon), 인도 무슬림을 낮추어 부르던 젠투(gentoo) 등으로 불렸으나 19세기 무렵에 이르러 유럽군에 채용된 인도인 병사는 모두 세포이로 불리게 되었다. 영국 동인도 회사의 병력 30만 명 가운데 96% 가까이가 현지에서 채용된 세포이였다.

## 같이 보기
- 세포이 항쟁